# Simándy József
Simándy József (született Schulder József János Péter) (Kistarcsa, 1916. szeptember 18. – Budapest, 1997. március 4.) Kossuth-díjas magyar operaénekes (tenor), főiskolai tanár, érdemes és kiváló művész, a Halhatatlanok Társulatának örökös tagja. Minden bizonnyal a leghíresebb magyar tenor, akinek hangja és alakja elválaszthatatlanul forrt össze több magyar nemzedék tudatában Erkel Ferenc Bánk bán című operájának címszerepével.

## Jelentősége
Híres szerepe a Psalmus Hungaricus (Kodály) előadása is. Megjelenése, habitusa, gazdag hangja, belső ereje hőstenor szerepek eljátszására tette különösen alkalmassá. Számos lemeze készült, nagy sikerrel lépett fel Európa nagy operaházaiban és hangversenytermeiben, és itthon is a közönség kedvence volt. A 20. század második felében nagyon sok magyar gyermek számára az ő hangján csendült fel először Erkel Ferenc Bánk bán Hazám, hazám áriája az iskolák ének-zene óráin.

## Életpályája
Apja, a baracházai születésű Schulder János a kistarcsai Gép- és Vasútfelszerelési Gyárban dolgozott raktárosként, varrónőként dolgozó feleségével, a budapesti Kelemen Máriával a vállalat munkásainak lakótelepén éltek.

Születésének körülményeiről és családjuk helyzetéről így vallott később:
„Apám szerette az alkoholt. Eljárt társaságba. Anyám egyszer elébe állt, és azt mondta neki: ez így nem mehet tovább. Apám azt mondta: ha nekem egy fiúgyereket szülsz, abbahagyom az ivást. Anyám hitt az ígéretnek, komolyan vette. 1914-ben Aradon szült egy kisfiút. Ő lett volna Józsika, aki miatt apám abbahagyja az ivást. Ez a Józsika tíz óra múlva meghalt! A fogadalom továbbra is szólt, így születtem meg én. Bennem anyám a megváltóját látta: én leszek az, aki az ő imádott Janiját visszaviszem a kocsmától, az italtól, a kártyától, a kávéháztól. 1916. szeptember 18-án születtem Kistarcsán. Fiúnak. De nem váltottam be a hozzám fűzött reményeket."
Iskolái elvégzése után a Szürketaxi vállalatnál autószerelést tanult, és ott dolgozott 1939 őszéig. Posszert Emília magániskolájában, majd 1943 és 1945 között a Zeneakadémián tanulta az éneklést dr. Székelyhidy Ferenc növendékeként. A világháború alatt az Operaház kórusának tagja volt. E minőségében 1943. május 9-én lépett fel először ifjabb Johann Strauss A cigánybáró című operettjében.
Szólótenorként 1946-ban mutatkozott be a Szegedi Nemzeti Színházban, Bizet Carmen című operájában, Don José szerepében.
Az Operaháznak 1990-ben lett örökös tagja, de ezt megelőzően már 1947-től társulaton kívüli magánénekese volt. 1956–1960 között a müncheni Staatsoperben is fellépett. 1978–1986 közt a Zeneakadémián tanított.
Felesége Hegedűs Judit balettművész volt, gyermekei: Péter, Judit és Katalin.
Évtizedekig lakott a Mártonhegyi úton, a Hegyvidék megbecsült polgáraként.

## Színházi szerepei
- Mascagni: Parasztbecsület....Turiddu
- Borogyin: Igor herceg....Wladimir
- Wagner: A nürnbergi mesterdalnokok....Stolzingi Walter
- Smetana: Az eladott menyasszony....János
- Muszorgszkij: A szorocsinci vásár....Griczko
- Kenessey Jenő: Az arany meg az asszony....Rotaridesz
- Kodály Zoltán: Székelyfonó....A legény
- Verdi: Rigoletto.....A mantuai herceg
- Wagner: A bolygó hollandi....Erik
- Erkel: Bánk bán....Bánk bán
- Mejtusz: Az ifjú gárda....Oleg Kosevoj
- Beethoven: Fidelio....Florestan
- Verdi: A trubadúr....Manrico
- Polgár Tibor: A kérők....Gyuri
- Mozart: A varázsfuvola....Tamino
- Hajdu Mihály: Kádár Kata....Gyula Márton
- Erkel: Hunyadi László....Hunyadi László
- Verdi: Otello....Otello
- Puccini: Manon Lescaut....René des Grieux
- Bizet: Carmen....Don José
- Erkel: Brankovics György....Murát
- Verdi: Az álarcosbál....Richard (1962: Simándi, 1973: Simándy)
- Puccini: Tosca....Cavaradossi
- Wagner: Lohengrin....Lohengrin
- Verdi: Aida....Radames
- Leoncavallo: Bajazzók....Canio
- Verdi: Don Carlos....Don Carlos
- Ifj. Johann Strauss: A cigánybáró....Homonnay Péter gróf

## Magyar Rádió, daljátékok – Simándy József operaénekes szerepei
- Kemény Egon – Ignácz Rózsa – Soós László – Ambrózy Ágoston: „Hatvani diákjai” (1955) Rádiódaljáték 2 részben. Szereplők: Hatvani professzor – Bessenyei Ferenc, Kerekes Máté – Simándy József, női főszerepben: Petress Zsuzsa, további szereplők: Mezey Mária, Tompa Sándor, Sinkovits Imre, Zenthe Ferenc, Bende Zsolt, Horváth Tivadar, Kovács Károly, Hadics László, Gózon Gyula, Csákányi László, Dénes György és mások. Zenei rendező: Ruitner Sándor. Rendező: Molnár Mihály és Szécsi Ferenc. A Magyar Rádió (64 tagú) Szimfonikus Zenekarát Lehel György vezényelte, közreműködött a Földényi-kórus 40 tagú férfikara. 1955-ben a „Hatvani diákjai” című daljátékában játszott először prózai szerepet is operaénekes: Simándy József. Ekkor mutatkozott be először a Magyar Rádióban énekes szerepben is a prózai színész Bessenyei Ferenc (Hatvani István professzor). Addig – és természetesen a művészek adottságai szerint gyakran később is – a zenés rádiófelvételeken egy-egy szerepet kettős szereposztással azaz az énekesi és prózai alakításokat szétválasztva vettek fel.2019 – Kemény Egon kétszeres Erkel Ferenc-díjas zeneszerző halálának 50. évfordulója esztendejében CD-újdonságként jelentek meg a Hatvani diákjai és a Komáromi farsang című daljátékai eredeti rádió-hangfelvételeinek (1955, 1957) digitalizált (2019) dupla-albumai. kemenyegon.hu
- Kemény Egon – Erdődy János: „A messzetűnt kedves” (1965) Történelmi daljáték. Szereplők: Fazekas Mihály – Simándy József/Darvas Iván, Pálóczi Horváth Ádám – Palócz László/Láng József, Ámeli – László Margit/Domján Edit, Julika – Andor Éva/Örkényi Éva. Zenei rendező: Ruitner Sándor. Rendezte: László Endre. A Magyar Rádió Szimfonikus Zenekarát Bródy Tamás vezényelte, közreműködött a Földényi kórus.

## Fontosabb díjai
- Kossuth-díj (1953)
- Érdemes művész (1962)
- Kiváló művész (1964)
- SZOT-díj (1970)
- Erzsébet-díj (1990)
- Bartók – Pásztory-díj (1990)
- A Magyar Köztársasági Érdemrend középkeresztje a csillaggal (1996)
- Örökös tag a Halhatatlanok Társulatában (1996)
- Magyar Örökség díj (1997)
- Kistarcsa díszpolgára (2013) /posztumusz/[5]

## Emlékezete

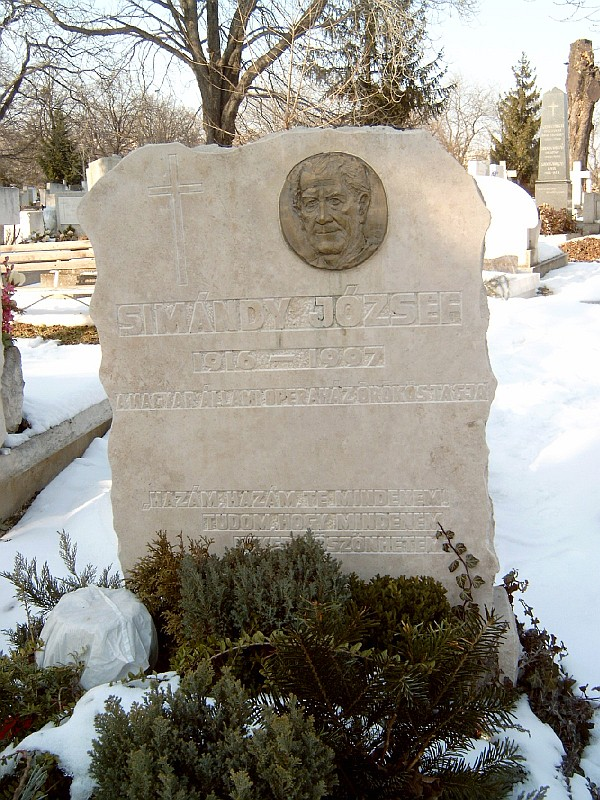
Simándy József sírja Budapesten. Farkasréti temető: 25-7-3/1

Emlékét többek között a Simándy József Baráti Társaság és a Hazám, Hazám Te Mindenem Művészeti és Oktatási Alapítvány ápolja. * A szegedi Simándy Énekversenyen számos jelentős énekes tűnt fel, mint Gál Erika, Rálik Szilvia, Geszthy Veronika, Wierdl Eszter, Bretz Gábor, Fekete Attila, Kiss-B. Atilla, Kovácsházi István, Kóbor Tamás, Nyári Zoltán, Wendler Attila, Balczó Péter.
- Abaújszántón 2003. szeptember 18-án Simándy József emlékházat avattak: a művész e ház udvarán adta elő utoljára a Hazám, hazám áriát közönség előtt.[7]

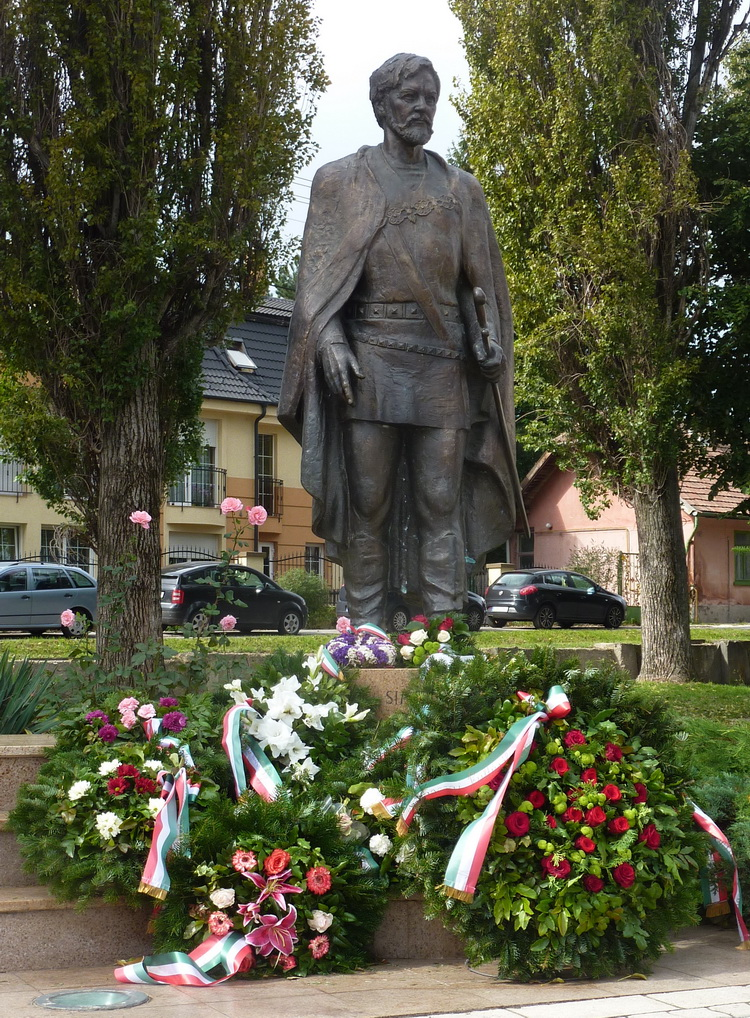
A szülővárosában működő Kistarcsai Kulturális Egyesület egész alakos szobrot állított az énekesnek, a szintén róla elnevezett, városközpontot jelentő tér központjában. Janzer Frigyes szobrászművész alkotását a művész születésének 90. évfordulóján leplezték le. Simándy József a helyi vasgyár lakótelepén született, amelyet később lebontottak és helyére a hírhedt internálótábor került – itt állították fel a szobrot.
- 2005-ben jelent meg a Simándy József újra „megszólal” című kötet, melynek szerkesztője fia, Simándy Péter volt.
- Balatongyörökön, ahol háza és szőlője volt és sok időt töltött, 2006 júliusában avatták szobrát, és évente megemlékeznek róla. 2011-ben utcát neveztek el róla Budapesten.
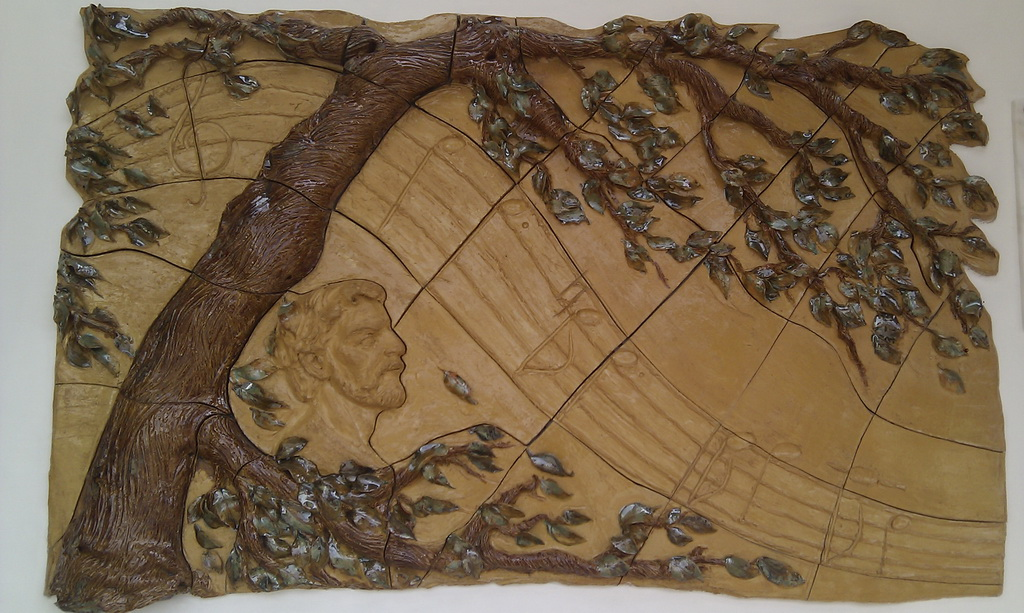
A kistarcsai összevont iskolát róla nevezték el 2011-ben (Simándy József Általános Iskola és Alapfokú Művészetoktatási Intézmény).
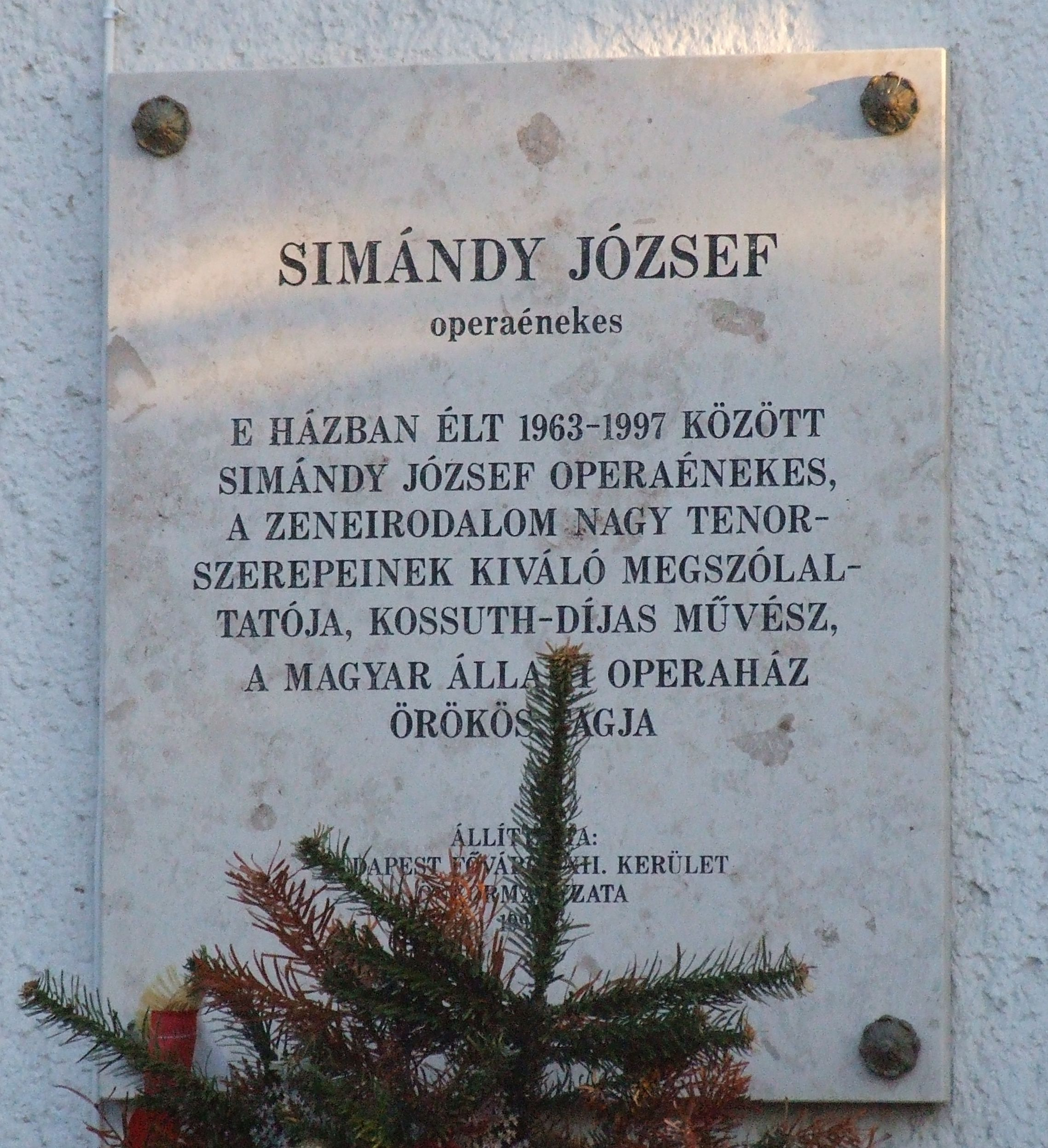
Emléktáblája a XII. kerületi Mártonhegyi út 20/A szám alatt
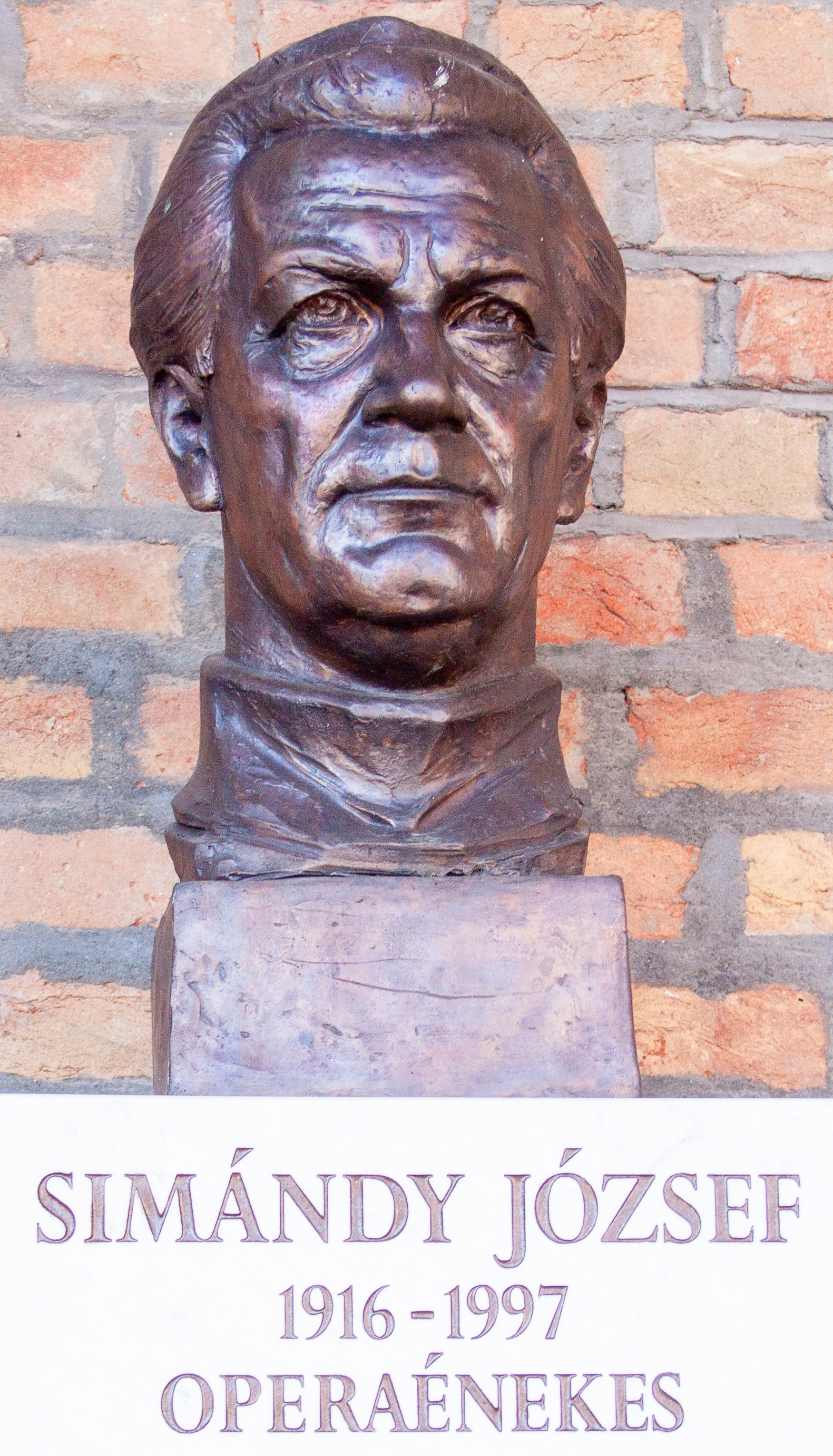
Szobra a szegedi Dóm téren (Kelemen Kristóf alkotása)
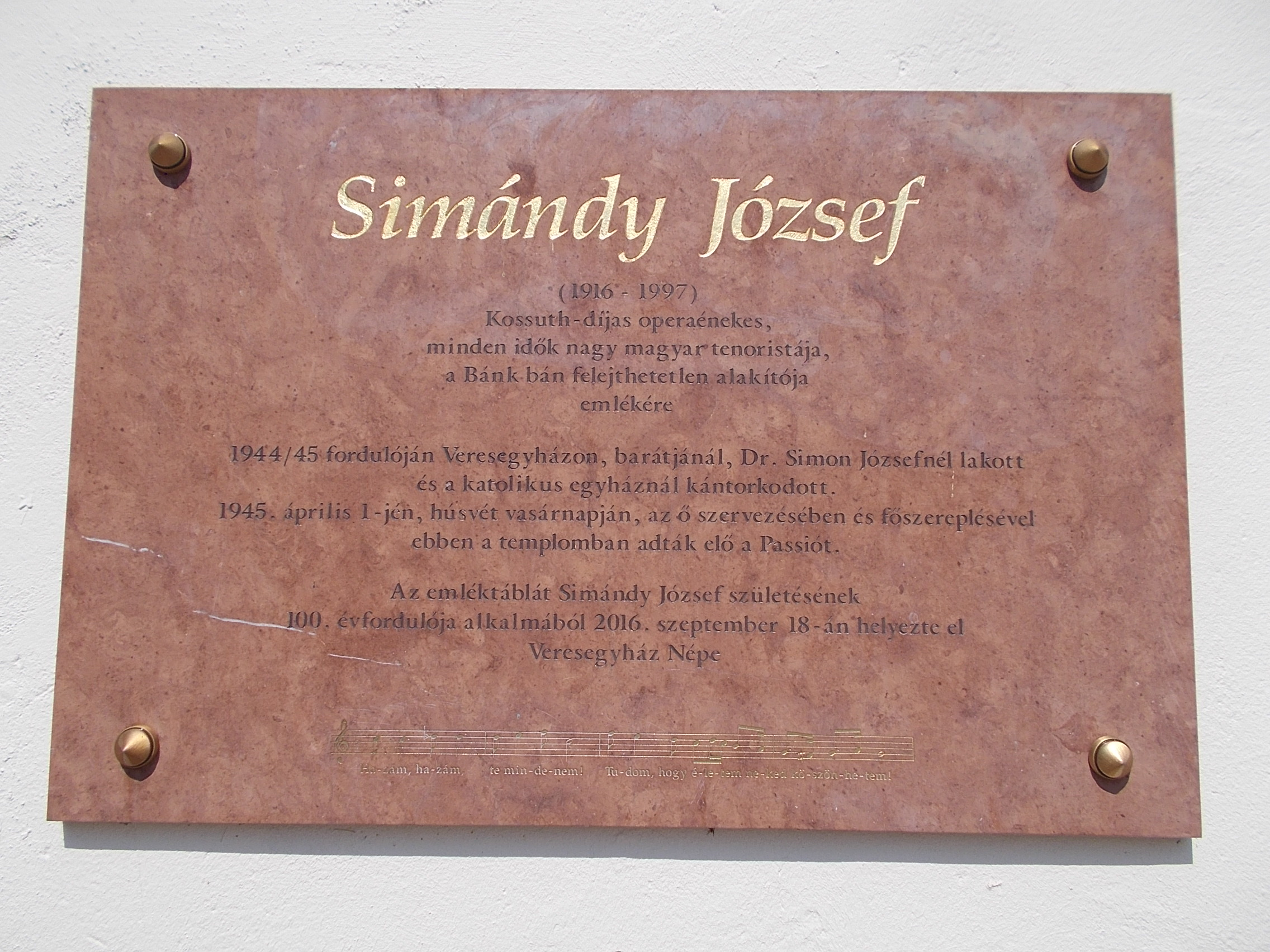
Emléktáblája Veresegyházon, a Árpád-házi Szent Erzsébet Római katolikus templom homlokzatán (2019)
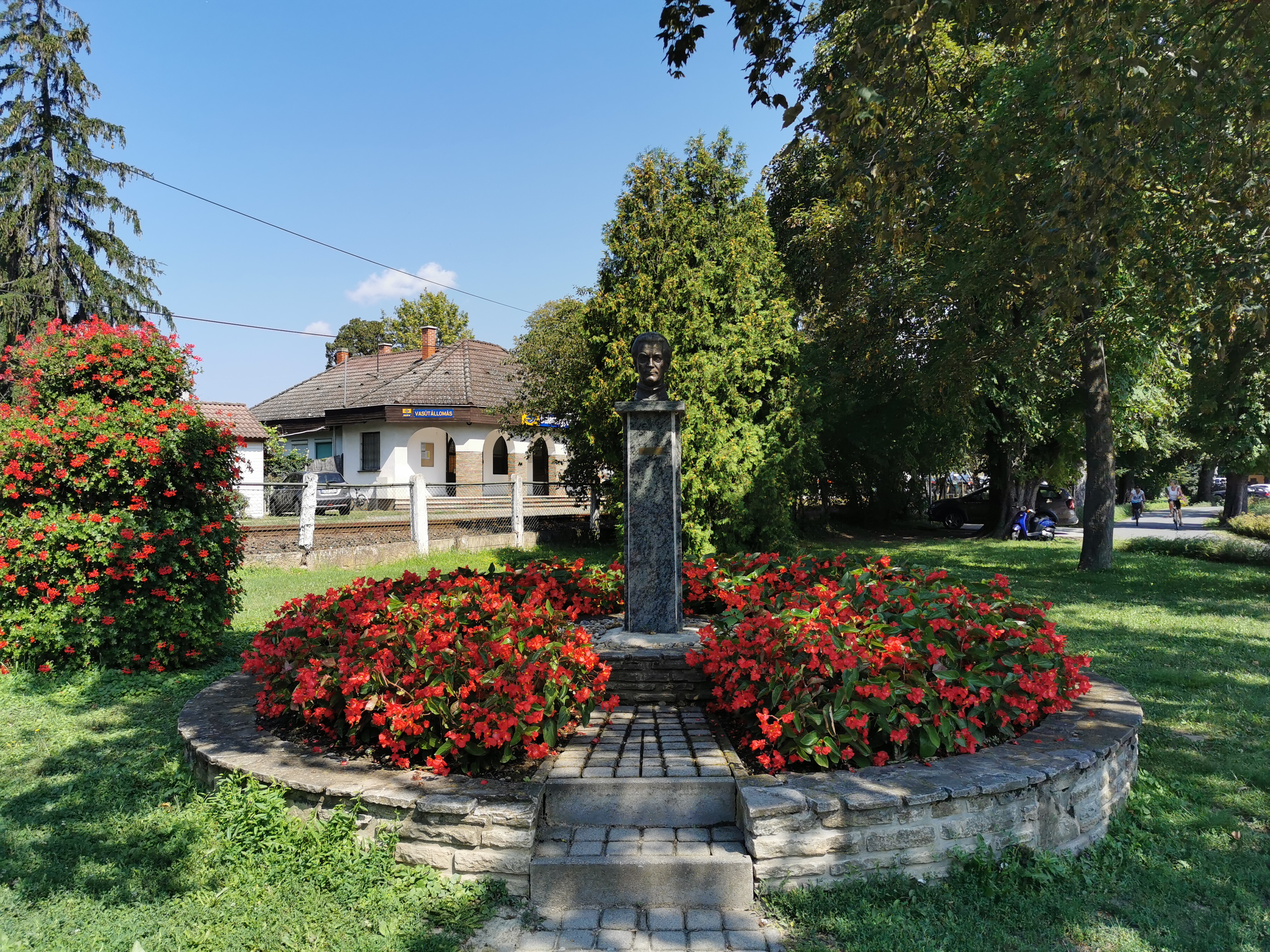
Mellszobra Balatongyörökön, a Simándy József sétányon

- Keszthelyen, a Fejér György Városi Könyvtárban és 2011 őszétől, a felújított MOM Kulturális Központban emlékszoba őrzi nevét.
- Volt villája falán emléktáblája a ház lebontása után már nem látható.[8]
- A Kistarcsai Kulturális Egyesület 2016-ban országos irodalmi pályázatot hirdetett „Emlékem Simándy Józsefről” címmel, Simándy születésének 100. évfordulója alkalmából.[9] A pályamunkák (melyeknek témája a művésszel kapcsolatos visszaemlékezések voltak) egy kiadvány formájában kerültek kiadásra, a pályázattal megegyező címmel.[10]
- 2018-ban a Szegedi Nemzeti Pantheonban felavatták Kelemen Kristófnak a művészről alkotott portrészobrát.[11]
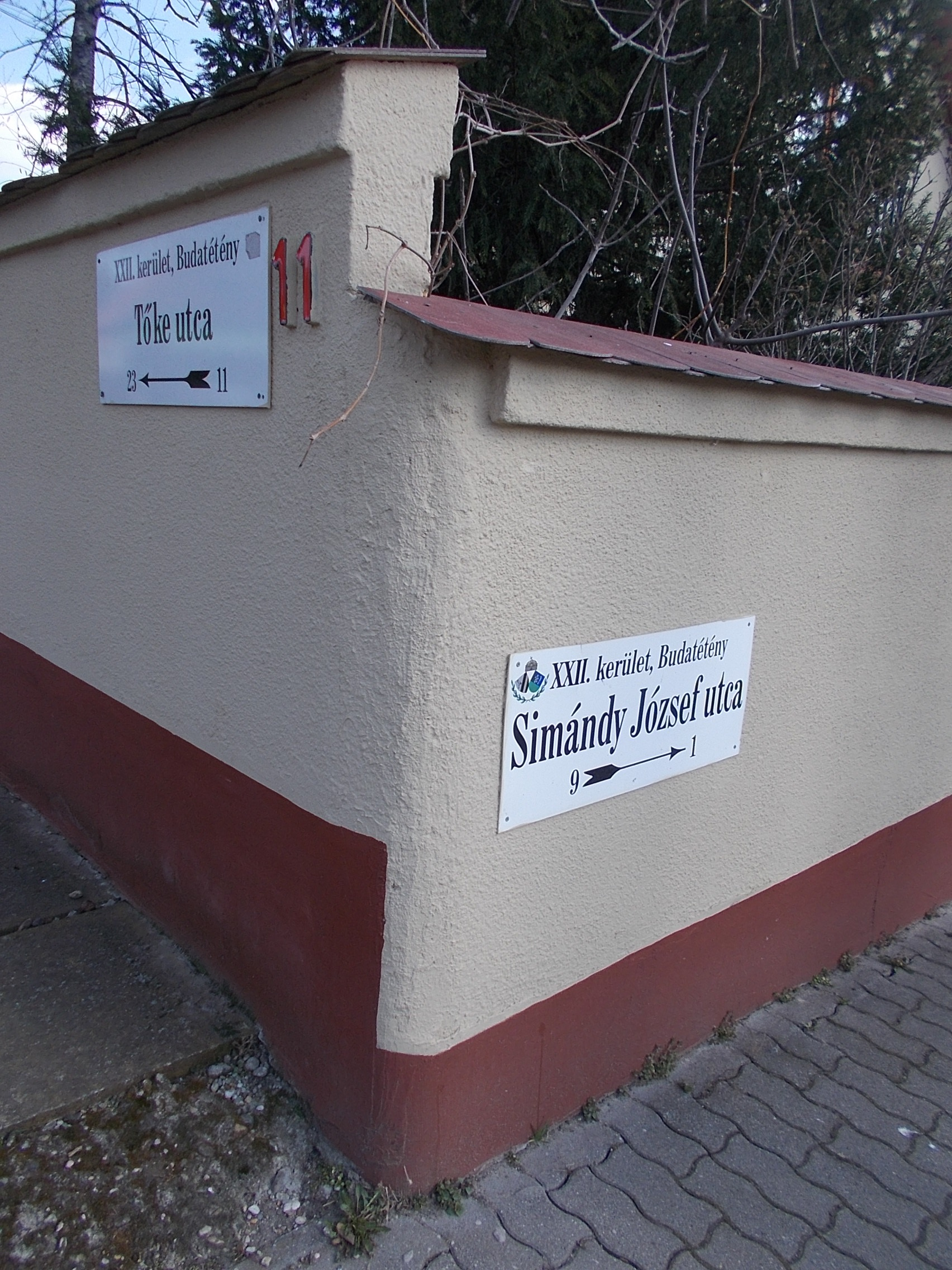
2023-ban, első fellépésének 80. évfordulóján Simándy-épületnek nevezték el az Operaház felújított üzemházát.[4]  - Simándy József egész alakos szobra, Bánk bán szerepében (Janzer Frigyes munkája) – Kistarcsa, Simándy tér
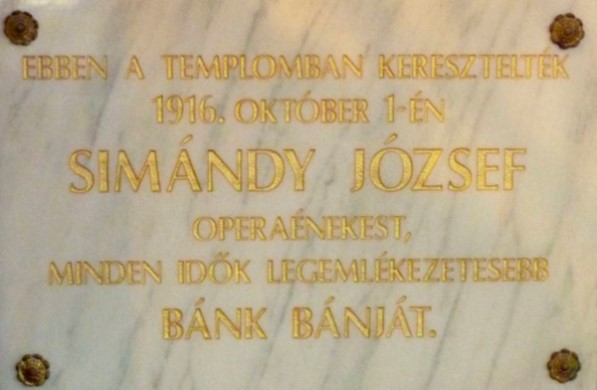
Megkeresztelésének emléktáblája a kistarcsai római katolikus templomban
  - A Dallamfa című kerámia dombormű a kistarcsai Simándy József Általános Iskola és Alapfokú Művészeti Iskola homlokzatán (Szabó Kata keramikus alkotása)
  - Emléktáblája a XII. kerületi Mártonhegyi út 20/A szám alatt
  - Szobra a szegedi Dóm téren (Kelemen Kristóf alkotása)
  - Emléktáblája Veresegyházon, a Árpád-házi Szent Erzsébet Római katolikus templom homlokzatán (2019)
  - Mellszobra Balatongyörökön, a Simándy József sétányon
  - Simándy József utca Budatétényen
  - Megkeresztelésének emléktáblája a kistarcsai római katolikus templomban

## Diszkográfia
- Kemény Egon – Ignácz Rózsa – Soós László – Ambrózy Ágoston: „Hatvani diákjai” daljáték, Breaston & Lynch Média, 2019

## Könyvei
- Bánk bán elmondja... Krónikás: Dalos László; Zeneműkiadó, Budapest, 1983
- Bánk bán elmondja... Krónikás: Dalos László; 3. bőv. kiad.; AduPrint, Budapest, 2001
- Simándy József újra "megszólal"... A nagy művész nyilatkozatai, a vele készült riportok és jubileumainak dokumentumai; összeáll., szerk. Simándi Péter; "Pro Patria, Pro Musica 1997" Bt., Budapest, 2005
- Simándy József újra "megszólal"... A nagy művész nyilatkozatai, a vele készült riportok és jubileumainak dokumentumai; összeáll., szerk. Simándi Péter; jav. utánny.; "Pro Patria, Pro Musica 1997" Bt., Budapest, 2006
- Simándy József arcai; szerk. Karczag Márton, Simándi Katalin, Wellmann Nóra; Magyar Állami Operaház, Budapest, 2017 (Az Operaház örökös tagjai)